# يوهان شتراوب
يوهان شتراوب (بالألمانية: Johannes Straub)‏ هو مؤرخ العصور القديمة الكلاسيكية ‏ وأستاذ جامعي ألماني، ولد في 18 أكتوبر 1912 في أولم في ألمانيا، وتوفي في 29 يناير 1996 في بون في ألمانيا.